# Panorama de Notre-Dame de Lourdes
Pour les articles homonymes, voir Notre-Dame de Lourdes.

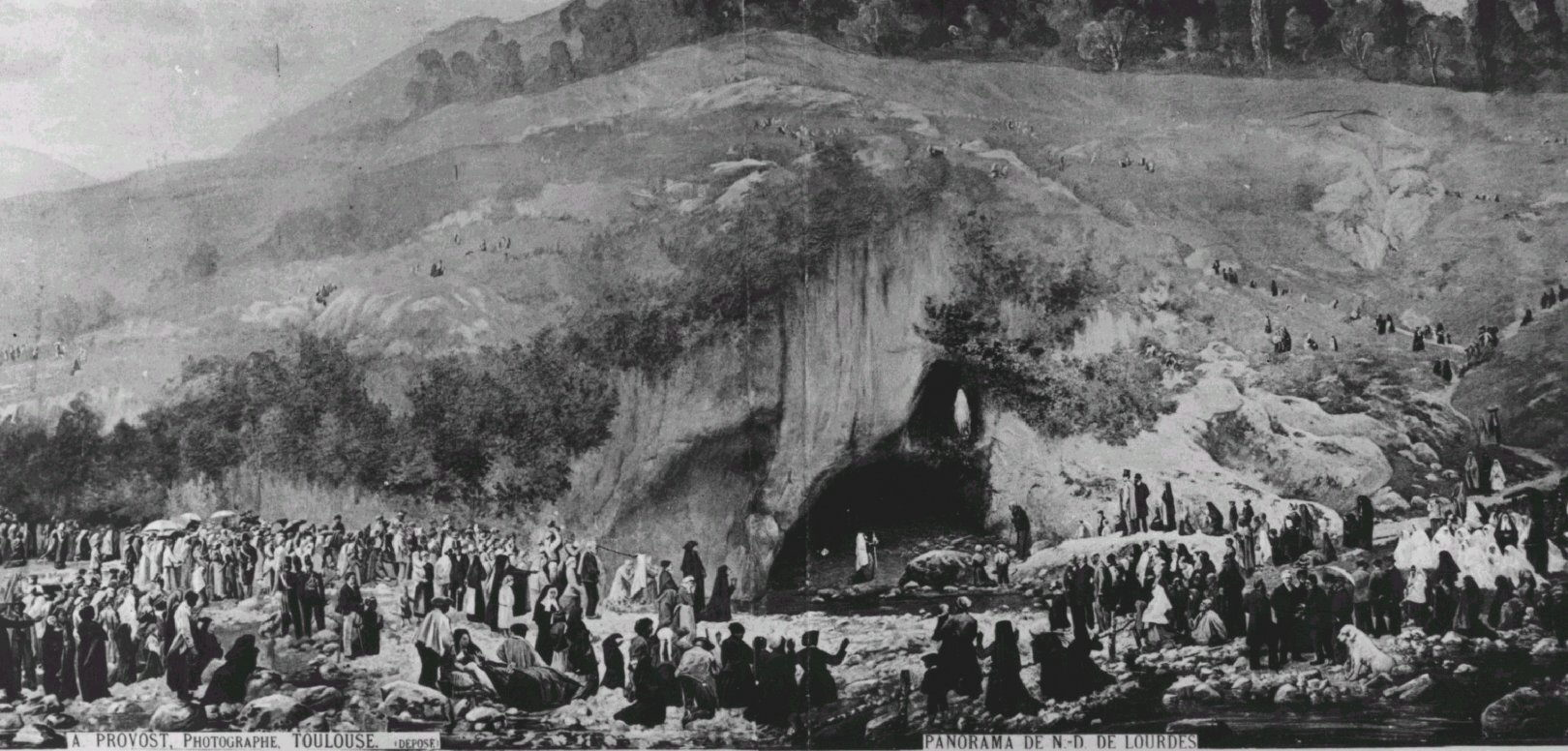
La scène centrale du Panorama de Notre Dame de Lourdes, photographié vers 1890 par A Provost, photographe toulousain et propriétaire du panorama.

Le Panorama de Notre-Dame de Lourdes (1881/1882) est une grande peinture de Pierre Carrier-Belleuse et de son équipe, de 125 m de long sur 16 m de haut, inaugurée à Paris en 1882, exposée à Lourdes de 1883 à 1956, puis démontée. Il n'en reste que quelques fragments, propriété de la Ville de Lourdes depuis 2008. Elle représentait l'apparition mariale du 7 avril 1858, et comportait plus de 500 personnages.

## Le genèse du Panorama Notre Dame de Lourdes
Le journal de Lourdes de 1882 annonçait l’arrivée dans la cité mariale du panorama Notre Dame de Lourdes, ainsi : « Mr Pierre Carrier Belleuse termine en ce moment dans un vaste baraquement provisoire élevé sur l’un des côtés de l’avenue Daumesnil, la toile du Panorama de Lourdes, qui doit être inaugurée au milieu du mois prochain. Rien de curieux comme l’installation des travaux dans lequel le maître est assisté de MM Hareux, Lucas, Forcade, Renard etc. La toile enveloppée autour d’une enceinte circulaire en bois, de dimension exactement semblable à celle de l’édifice qui l’attend à Lourdes, est attaquée par une véritable armée de peintres, qui reproduisent, en les agrandissant, sous la direction de l’auteur, l’esquisse de travail et les études de détail qu’il est allé exécuter sur place. Elle fait ressortir avec une réalité réellement saisissante le caractère pittoresque et grandiose de ce beau pays de Bigorre où se passe la scène principale. Aussitôt terminée elle sera roulée avec un appareil à vapeur spécial sur un énorme madrier cylindrique, chargé sur trois wagons couplés et transporté ainsi à destination. »
Pierre Carrier-Belleuse et son frère Clément (fils de Albert-Ernest Carrier-Belleuse, grand sculpteur et maître de Rodin)  se laissèrent convaincre pour entreprendre de peindre une grande toile représentant une scène essentielle de la vie de Bernadette Soubirous. Pierre Carrier-Belleuse n’en était pas à son coup d’essai, il avait réalisé un panorama sur Jeanne d'Arc. Après avoir lu le livre d'Henri Lasserre sur les apparitions de Lourdes, ils réunissent une équipe de sept peintres qui se met au travail pour reconstituer l'apparition du 7 avril 1858. La société anonyme du Panorama de Lourdes est constituée le 19 juillet 1881, 23 rue de la Chaussée-d'Antin. Dans l’article 6 de la constitution de la SA, il est indiqué que « les fondateurs apportent les études de la  scène (faites à Lourdes, en août et septembre 1881, par Pierre et Louis Carrier-Belleuse et les peintres Lucas, Renard et Flanneau), projets, voyages, plans (de l’architecte Sauffroy) déjà réalisés, et que le peintre Lucas apporte un grand tableau « devant servir d’esquisse à la toile principale ». 

## La scène représentée
La scène du panorama  décrit donc l’apparition du 7 avril 1858. Bernadette est arrivée très tôt à la grotte, elle prie, puis entre en extase devant la Dame. Le lourd cierge de deux livres qu'elle tient dans la main repose sur le sol et la flamme lui lèche les mains. Une voix s'élève « mais elle se brûle ! ». Personne ne bouge. Le Docteur Dozous qui est arrivé en courant et en dérangeant les très nombreux témoins de la scène, regarde Bernadette et jauge le temps, une quinzaine de minutes, pendant lequel la petite visionnaire reste ainsi. Lorsque Bernadette revient à elle, elle n'a rien senti et ses mains sont intactes. On vérifiera  le jour même que les mains de l’enfant sont bien sensibles au feu en lui approchant une flamme des mains.
La photographie ci-jointe présente le maire Anselme Lacadé entourant le Docteur Dozous qui chronomètre la durée du miracle et de M Estrade (un futur historien des apparitions) receveur des contributions indirectes. Le panorama rassemblait plus de 500 personnages, les auteurs étant venus sur place avant de le peindre représentèrent le château fort de Lourdes et la grotte Massabielle ainsi que les montagnes des environs. Le paysage était très réaliste. L'ensemble des costumes pyrénéens donne un aperçu unique des modes vestimentaires de la fin du XIXe siècle dans les Pyrénées.

## La construction du Panorama
La société anonyme du Panorama de Lourdes avait acheté un mauvais terrain près de la place de la Merlasse (l'actuelle place Mgr Laurence) pour la somme considérable de 46 000 francs, réglables en plusieurs annuités. Le vendeur était un photographe toulousain de renom, Joseph Provost, l’acte fut signé en 1881. Pendant que la rotonde était préparée à Lourdes, la toile était peinte, à Paris. Le Panorama de Lourdes fut donc inauguré le 5 octobre 1882 au 241 avenue Daumesnil à Paris. Après son transport en Bigorre par train, comme on l’a lu, il fut inauguré à Lourdes le 1er avril 1883.

## La vie du Panorama de Lourdes

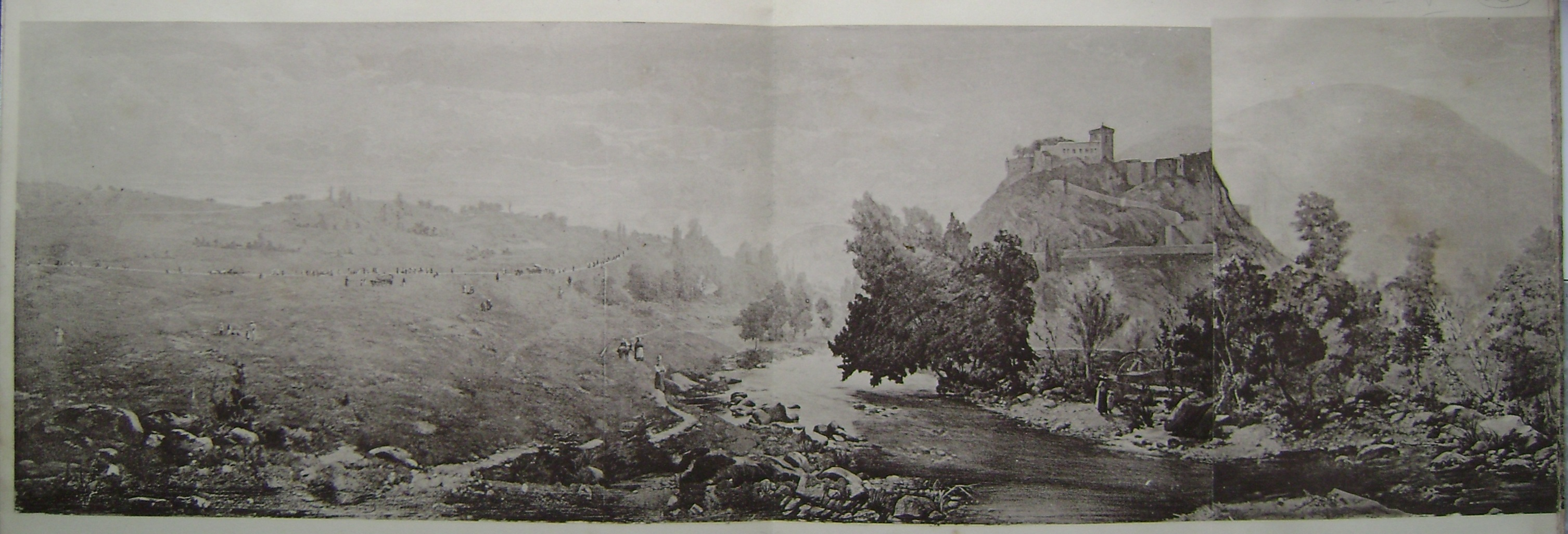
Scène à gauche de la scène centrale de l'apparition du Panorama de Notre Dame de Lourdes. Photographie prise vers 1890 par A Provost pour le dépliant sur le Panorama.

Le pieux Journal de Lourdes relate semaine par semaine les visites des écoles, les visites de prélats, de personnages illustres, certains de ces visiteurs font même des poèmes ! Des concerts avec chœur et harmonium sont aussi organisés. Mais, malgré ces faveurs la société anonyme du Panorama de Lourdes va mal. Le prix d'entrée de un franc et le nombre de visiteurs ne suffisent pas pour couvrir les frais de peinture, de voyage, et d'installation à Lourdes. Ce sont plus de 700 000 francs qui ont été dépensés écrit le Journal de Lourdes. Même si ce chiffre est peut-être exagéré, le 29 décembre 1883, le bâtiment et le terrain deviennent la propriété de Joseph Provost, qui éponge les dettes (73 000 francs or!). La société reste propriétaire de la toile et devra lui payer un loyer annuel de six mille francs. Pour ne pas rester inactif pendant l'hiver 1883-1884, la toile est démontée et part pour Nice à une exposition internationale. C'est l'échec. L'enthousiasme du public n'est pas aussi important que Carrier-Belleuse l'avait espéré. La toile reviendra à Lourdes, et le Panorama devient la propriété exclusive de Joseph Provost. Le panorama devient un centre touristique important, d'autant plus grand que l'affluence des pèlerins augmente. Zola le visite, son jugement est sévère : « [son] seul intérêt est la reconstitution de l'ancien paysage ».

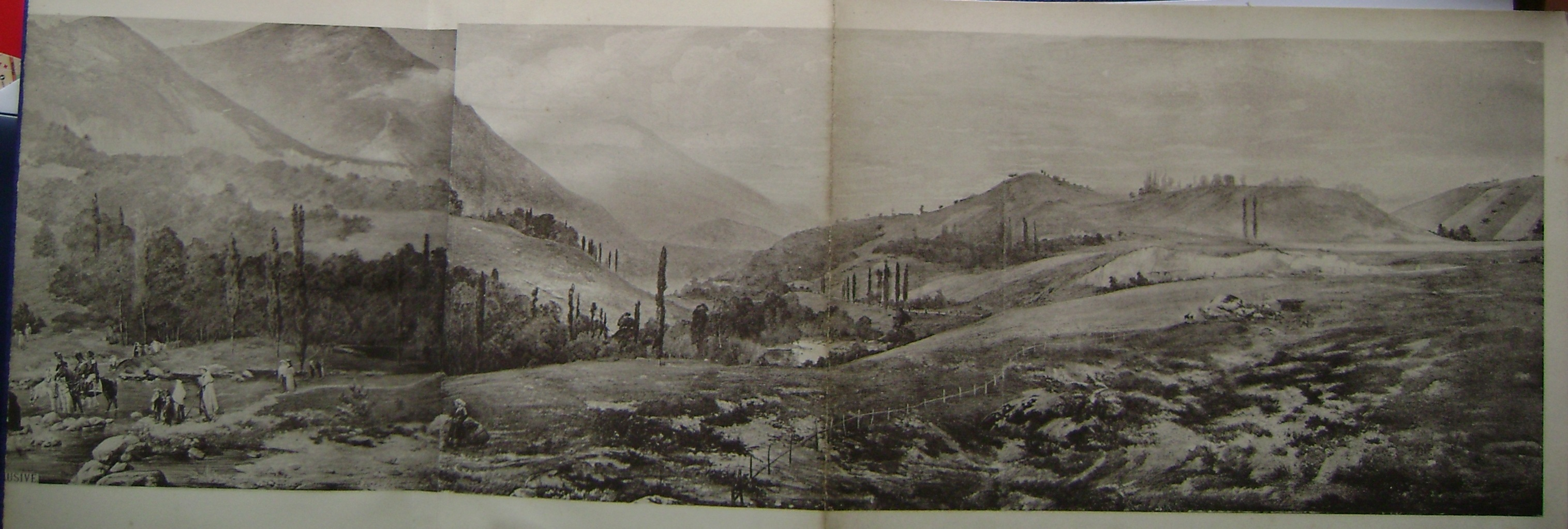
Partie droite du panorama de Lourdes Dame de Lourdes. Vue sur la vallée du gave de Pau direction Vizens et Betharam

Fin du XIXe siècle, un concurrent arrive, un autre panorama plus modeste en taille, 70 m de long Jérusalem, le jour de la mort du Christ d'Olivier Pichat, il vient de Montmartre (où l'on peut toujours voir la rotonde où il fut présenté, à côté du funiculaire), et fut exposé à Lourdes, en 1900 et 1901, dans un bâtiment construit et situé à la place du cinéma Bernadette actuel. La médiocrité du bâtiment, les difficultés financières gigantesques, le non payement des loyers à la ville de Lourdes font qu'il ne restera à Lourdes que peu de temps. 
Le Panorama de Notre Dame de Lourdes restera propriété de la famille Provost. Émile Marius, dit Antonin Provost, fils de Joseph mort en 1889, réalisa la photographie des 125 m de la toile. Plus tard, la famille s’éteint, en effet à la mort d’Antonin à Ussat-les-Bains, le 17 janvier 1942, son légataire universel est son neveu le docteur Jean Jacques Clément Lasserre, chevalier de la Légion d'honneur, médecin à Toulouse. Celui-ci vendit son bien lourdais pendant l’occupation, par peur des bombardements alliés. Une famille d'hôtelier l’exploite convenablement, mais la toile a souffert du temps. Elle n'était pas prévue pour être exposée aussi longtemps, il faut la restaurer, le coût se monte à un million de francs de 1955… L’entrée pour la visite est toujours de 1 franc. 
Il ne fut trouvé aucun acquéreur, la taille et le poids effrayaient, 16 mètres de hauteur, 125 mètres de long, plusieurs tonnes. Il fut démonté en mars 1956. Il n'en reste que des fragments. Depuis décembre 2008, ils sont la propriété de la Ville de Lourdes.